# Commanderie de Bajoles
 (novembre 2020).
Si vous disposez d'ouvrages ou d'articles de référence ou si vous connaissez des sites web de qualité traitant du thème abordé ici, merci de compléter l'article en donnant les références utiles à sa vérifiabilité et en les liant à la section « Notes et références ».

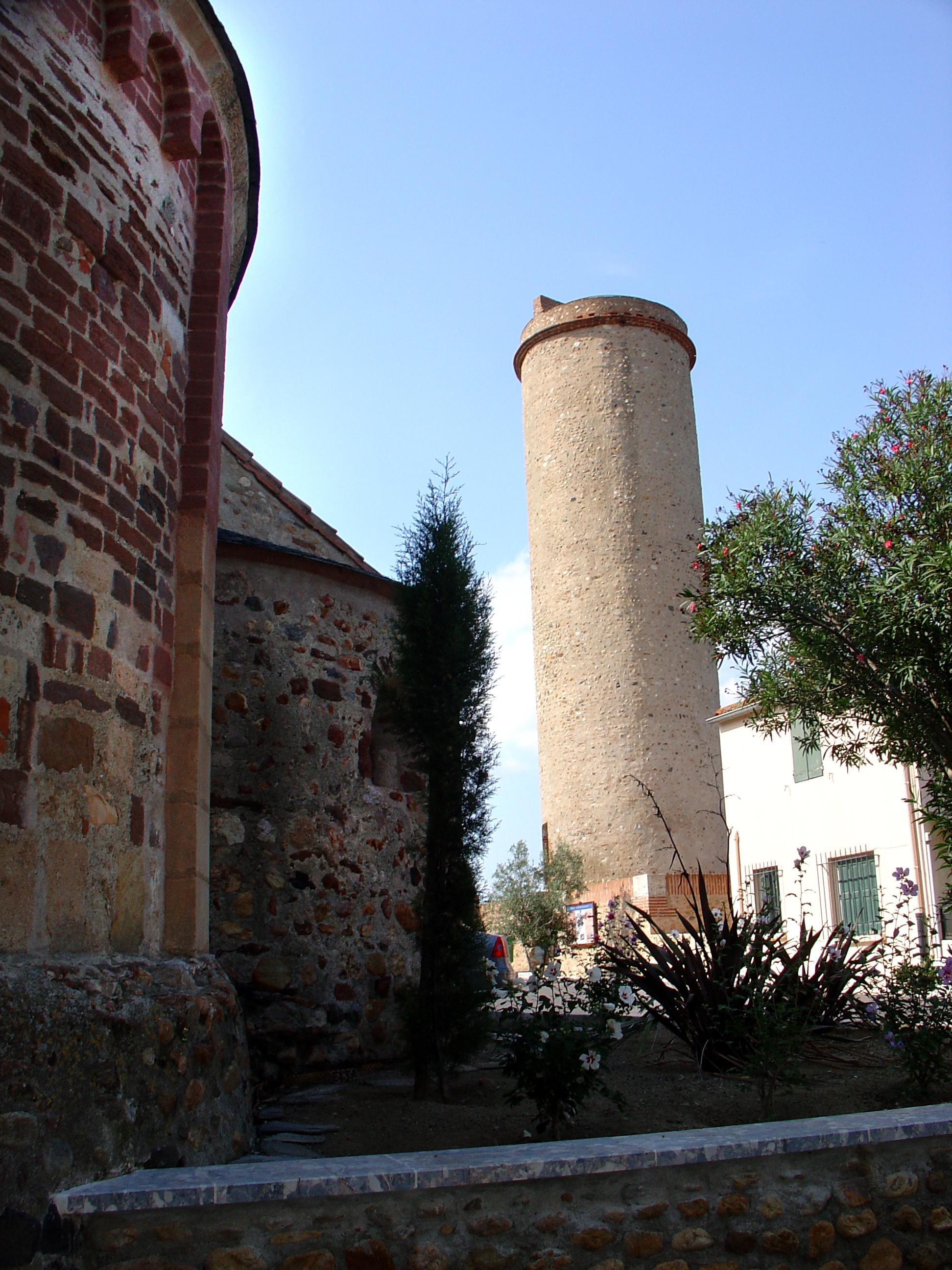
Château-Roussillon (Perpignan). Église romane et tour à côté desquelles ont été découverts les vestiges archéologiques de l'ordre hospitalier de Bajoles.

La commanderie de Bajoles était l'une des commanderies de l'ordre de Saint-Jean de Jérusalem, situé dans l'actuelle municipalité de Perpignan près de Château-Roussillon.
La commanderie de Bajoles était la principale commanderie des Hospitaliers en Roussillon et probablement la plus ancienne. Bien que la documentation fondatrice ne soit pas connue, à partir de documents indirects. On estime qu'elle existait déjà au milieu du XIIe siècle. Les Santjoanistes[Qui ?] devaient arriver à Roussillon dans les mêmes années que les Templiers, dans les premières décennies du XIIe siècle, et vers les années cinquante de ce siècle, ils devaient établir l'Ordre à Saint-Vincent de Bajoles, entre Perpignan et Château-Roussillon. Cependant, aucun commandant n'a été documenté jusqu'en 1221. Le premier connu est Arnau d'Alvarino qui avait assisté cette année-là au chapitre général de l'Ordre, qui avait lieu à Saragosse.